# Saint-Florent, Loiret

Saint-Florent este o comună în departamentul Loiret din centrul Franței. În 1 ianuarie 2022 avea o populație de 445 de locuitori.